# Kudo
Kudô(pt-BR) ou Kudo(pt-PT?) (空道, Kūdō) é uma arte marcial e modalidade esportiva japonesa criada pela organização Daido-Juku. Trata-se de uma arte marcial mista cujas técnicas compreendem golpes (socos, chutes, cotoveladas e cabeçadas), arremessos ou projeções (como as do judô) e luta no solo incluindo imobilizações, chaves e estrangulamentos (como os do judô e jiu-jitsu), visando ser uma modalidade de luta completa, efetiva e realista, sem abrir mão da segurança. 
Daido Juku é uma organização fundada por Azuma Takashi (東孝) sob o slogan "karatê marcial", que foi fundada na cidade de Sendai em 17 de fevereiro de 1981. Com filiais em mais de 100 localidades no Japão e em mais de 60 países ao redor do mundo, promove a disseminação do kudô. A relação entre o Daido-Juku como organização e o Kudo como modalidade esportiva é semelhante à relação entre o Kodokan e o Judô. Embora seja uma arte marcial que teve origem no Japão, a Rússia atualmente possui o maior número de atletas. 

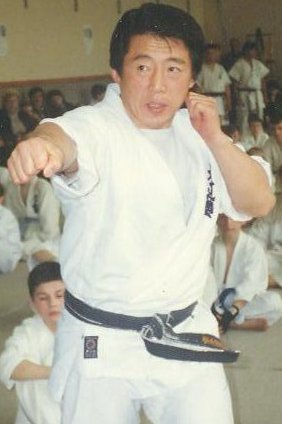
Takashi Azuma, criador do Kudô

## Takashi Azuma e a Organização Daidō-Juku
Takashi Azuma (東 孝, nascido em 1949 em Kesennuma, Japão) é o fundador do Kudô e presidente da Federação Internacional de Kudô. Ele é faixa preta 9o. grau em karatê Kyokushin, faixa preta 3o. grau em judô e 9o. grau em kudô. 
Em 1981, ele criou sua própria arte marcial na escola que chamou Daidō-Juku (大道塾, "Escola de Todos os Caminhos", numa tradução livre), pois estava insatisfeito com as artes marciais existentes. Ele considerava que as regras existentes eram muito limitantes, e ao mesmo tempo a prática não era segura. Por exemplo, ele teve seu nariz deformado por golpes recebidos enquanto praticava Kyokushin karatê. 
Um dos principais preceitos no Daido-juku foi a criação de um estilo de luta versátil e realista que incluísse uma grande variedade de técnicas ofensivas e defensivas, incluindo socos, chutes, cotoveladas, cabeçadas, projeções, chaves e estrangulamentos. A arte inicialmente desenvolvida por Azuma era um híbrido entre karatê e judô, tendo o karatê como base. Mais tarde, o estilo sofreu modificações, incluindo uma maior variedade de técnicas provenientes de estilos como boxe, taekwondo, muay thai, jiu-jitsu e wrestling, entre outras. Além do uso de luvas de combate, capacete (e protetor de tórax nas categorias infantis) também foram adotadas. 
A Organização Daido-juku foi criada em 17 de fevereiro de 1981, com o primeiro dojô chamado “Karate-do Daido-juku”. A organização desempenhou um papel relevante no “boom” das artes marciais no Japão nos anos 80 e 90, tendo ajudado na criação do K-1 e participado no UFC 2. 
Nos anos 90, o Daido-juku promoveu eventos de kickboxing chamados de “THE WARS”, que ganharam grande projeção no Japão, levando vários atletas do Daido-juku a aparecer nas capas de revistas de artes marciais. Naquela época, o Daido-juku e o Seidokaikan eram as entidades mais proeminentes na cena de artes marciais no Japão. Porém, a partir de meados dos anos 90, o Daido-juku tomou um rumo contrário ao do Seidokaikan, afastando-se do foco em aparições midiáticas e entretenimento esportivo e retornando ao seu propósito original de desenvolver um estilo “prático, efetivo, realista e ao mesmo tempo seguro” de arte marcial.
Em 2001, ocorreu o primeiro Campeonato Mundial de Daido-juku, e nessa época Takashi Azuma anunciou que a modalidade passaria a ser chamada de Kudô (ou Daido-juku Kudô). 
Apesar de seu distanciamento do foco em aparições midiáticas e entretenimento esportivo, o Daido-juku continuou interagindo com outras organizações de artes marciais, promovendo desafios e intercâmbios com artes marciais chinesas, taekwondo, kickboxing, muay thai, aikido, etc.

## Filosofia
O kudô, a exemplo de outras artes marciais japonesas modernas, tem um foco principalmente no aperfeiçoamento global do indivíduo para benefício próprio mas acima de tudo da sociedade. Em outras palavras, as artes marciais japonesas (coletivamente chamadas de Budô) visam desenvolvimento não apenas da força física ou técnica, mas buscar o desenvolvimento de “força espiritual”, através de valores como coragem, auto-controle, atitude positiva, generosidade, empatia, compaixão, respeito, etc. O Budô é visto como uma ferramenta de “educação física social”, cujo objetivo é produzir seres humanos capazes de contribuir para a sociedade ao lhes proporcionar o desenvolvimento dessas qualidades espirituais. Esse foco é ilustrado no Dojo kun do kudô:
"Através da prática do Kudô, nós educamos nosso físico e mente, nos conectamos com pessoas e enriquecemos nossas emoções, cultivando nosso caráter para nos tornarmos capazes de melhor contribuir com a sociedade."

## Prática
O sistema de prática do kudô tem um formato semelhante a outras artes marciais japonesas como o karatê e judô, incluindo as tradicionais saudações japonesas, formação inicial e final em seiza, treinamento físico, treinamento técnico, práticas de luta (sparring), etc. 
Em relação aos golpes, esses incluem: socos (jabs, socos diretos, cruzados, ganchos, uppercuts, etc.); chutes (frontal, lateral, circular, gancho, chutes com giro, etc.), onde se misturam influências de várias artes marciais, especialmente o karatê, boxe, muay thai e taekwondo. Também são utilizadas cotoveladas e joelhadas. Porém, diferentemente da maioria das artes marciais, no kudô também são permitidas cabeçadas, o que se faz possível pela utilização do capacete.
Quanto às técnicas de projeção (arremessos, quedas) e técnicas de grappling (imobilizações, chaves, estrangulamentos), são semelhantes às do judô e jiu-jitsu brasileiro. As diferenças se dão primariamente nas regras de competição. Por exemplo, diversas formas de kumikata (“pegada”) são permitidas, diferentemente do judô. Também, não se pode vencer uma partida somente com imobilização (como ocorre no judô). Chaves de joelho e tornozelo são permitidas no kudô, e proibidas no judô. Além disso, o tempo limite para luta no solo é de 30 segundos, diferentemente do jiu-jitsu, etc.
Diferentemente de outras artes marciais japonesas como o karatê e judô, no kudô não há katas, e o sistema de treinamento é notavelmente mais pragmático (não dogmático).
O kudô é frequentemente comparado ao MMA. Embora semelhantes em muitos sentidos, há diferenças importantes. As mais óbvias são o uso de keikogi e capacete de proteção no kudô, ausentes no MMA. Além disso, competições de kudô se dão em áreas de tatame semelhantemente ao judô, ao invés de ringues ou octógonos. O tempo de competição no kudô é de 3 minutos contínuos, podendo haver prorrogação em caso de empate, enquanto no MMA a disputa se dá em um número variável de rounds. Notavelmente, em competições de MMA há frequentemente uma profusa quantidade de sangue proveniente de ferimentos dos competidores, o que não há em kudô, devido ao uso de equipamentos de proteção.
Uma diferença muito notável entre o MMA e o kudô diz respeito à filosofia: a indústria do MMA é fortemente voltada ao espetáculo público, como forma de entretenimento, semelhantemente ao boxe profissional e o chamado “wrestling profissional”. Já o kudô, a exemplo de outras artes marciais japonesas modernas, é voltado ao aperfeiçoamento físico, mental e moral dos praticantes.

## Equipamentos
No kudô, se usa um uniforme (“kimono”) chamado kudogi, que é semelhante a um judogi ou kimono de jiu-jitsu. Além disso, utilizam-se capacete com proteção facial de acrílico, luvas (semelhantes às de MMA) e proteção para o torso.

## Sistema de Graduação - Faixas
Assim como no karatê e no judô (entre outras), no kudô também se adota a graduação dos praticantes de acordo com a cor da faixa. No kudô, as graduações obedecem a seguinte sequência: branca, roxa, azul, amarela, verde, marrom (sendo que cada faixa colorida tem dois graus) e preta. Até o presente, existem até 9 graus para faixa preta, e esses graus são indicados por listras douradas bordadas à faixa.
Os exames de promoção e promoção são baseados na proficiência em técnicas de golpeamento, projeção, chaves e estrangulamento, e desenvoltura em luta.

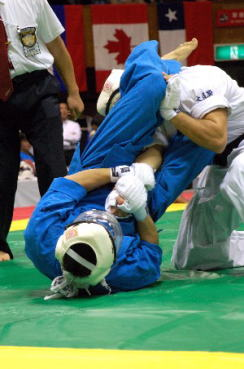
Lutadores de Kudô em competição (técnica aplicada: juji-gatame)

## Competição
As regras de competição variam de acordo com a entidade, mas certas características são constantes.
Os atletas não são separados apenas por peso, mas sim por “índex físico”, que é a soma da altura em centímetros e o peso em kilogramas.
Os competidores vestem kudogis azul ou branco. A competição se dá em áreas de tatame medindo  9 × 9 m, mais uma área de segurança totalizando 13 × 13 m. 
A luta pode ir ao solo por um máximo de duas vezes, podendo durar no máximo 30 segundos em cada vez. Golpes na parte de trás do corpo e cabeça são proibidos, assim como golpes na região da virilha e genitais.
Pontos são conferidos baseado em uma avaliação da efetividade das técnicas aplicadas. A exemplo do judô, um ponto completo se chama ippon, e representa o fim da luta e a vitória para quem conseguiu essa pontuação. Outras pontuações em ordem decrescente de valor são: waza-ari, yuko e koka (também derivadas do judô).
Além do ippon, a vitória pode ser conseguida por submissão, nocaute (incluindo inconsciência por estrangulamento e nocaute técnico), ou por soma de pontos ao final do tempo de luta.

## Entidades
O kudo é gerido internacionalmente pela Kudo International Federation, sediada em Tóquio, Japão, e no Brasil pela Confederação Brasileira de Kudo (CBKūdō).